# Odd Nerdrum

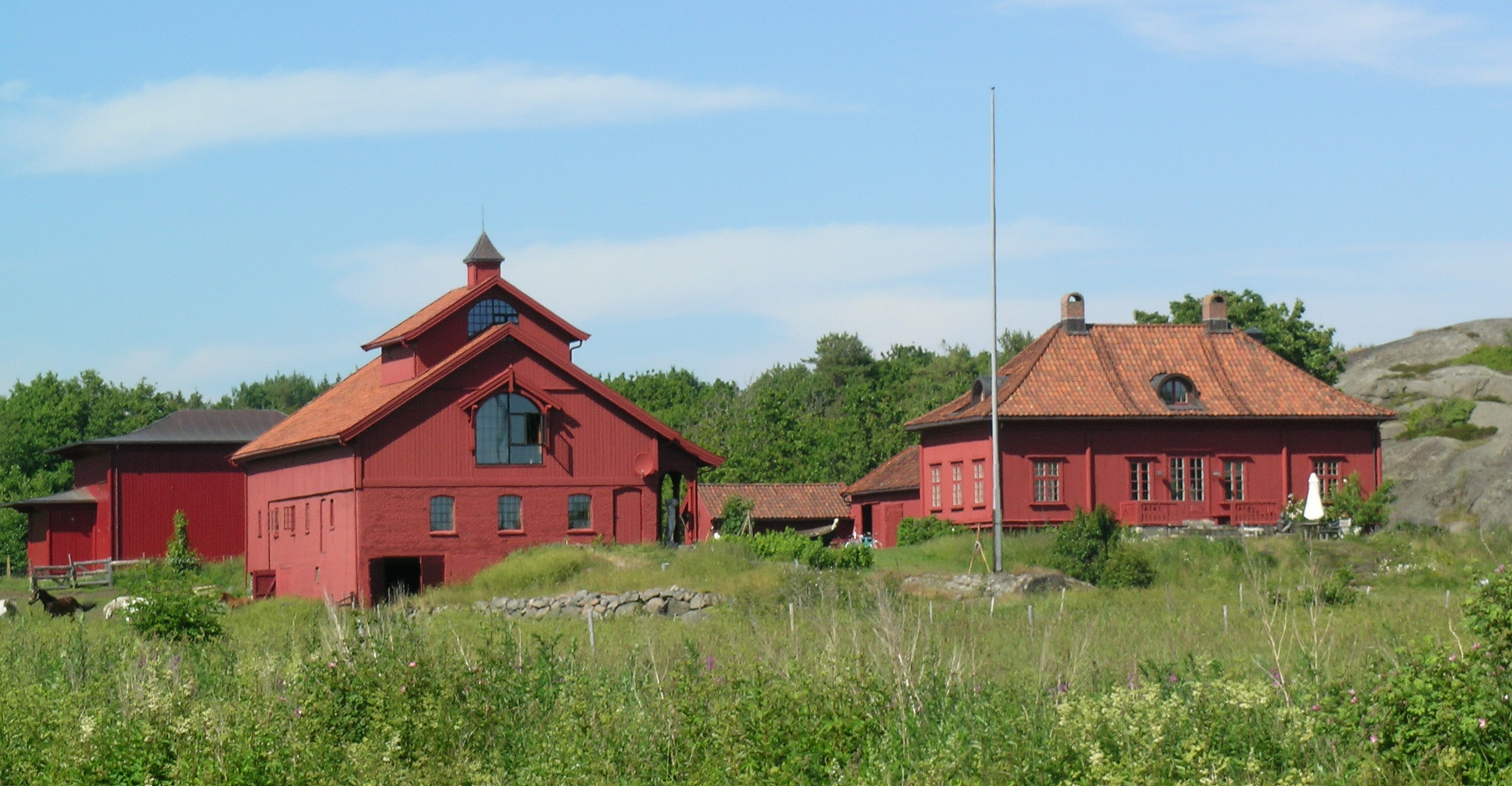
Odd Nerdrums ateljé i Røvika i Larvik.

Odd Olaf Nerdrum, född 8 april 1944 i Helsingborg, är en norsk konstnär.  Han beskriver sig själv som en figurativ kitsch-konstnär, men han kan också karakteriseras som en modern klassicist med förebilder från den äldre konsthistorien, i protest mot modernismen. Nerdrum är en av kitschrörelsens förgrundsfigurer, och har genom sin stil och sin konstsyn flera gånger skapat offentlig debatt i Norge om konst.
Ett av Nerdrums mest kända och provokativa verk är Mordet på Andreas Baader från 1977–1978, där han framställer den tyske terroristen Andreas Baader som ett offer, måhända som en martyr. Målningens komposition och tydliga chiaroscuro företer ett tydligt släktskap med Caravaggios måleri, till exempel målningen Matteus martyrium (1600). 

## Biografi

### Bakgrund
Odd Nerdrum är född i Helsingborg dit hans föräldrar hade skickats under kriget. Han är son till David Sandved och Edith Marie (Lillemor) Nerdrum och växte upp i tron att flygbolagschefen Johan Nerdrum, som modern var gift med, var hans far. På 1990-talet fick han emellertid veta att modern i en tillfällig relation med Sandved blivit gravid med en son.
Nerdrum var elev vid Statens Kunstakademi under Aage Storstein och Alexander Schultz, men avbröt sin konstutbildning under 1960-talet för att utbilda sig själv på ett klassiskt sätt i fotspåren av gamla mästare som Rembrandt. De senaste åren har han introducerat begreppet kitsch om sin egen konst.
Odd Nerdrum hade sin första utställning i Norge 1967, när han var 23 år gammal. Redan från sin första utställning kunde det vara svårt att se vilken ståndpunkt han tog i sina bilder, men "konsten behöver inte nödvändigtvis vara vare sig revolutionär eller skildra något samhällsproblem", sade han själv till Bergens Tidende 1977.
Sin kritik av modernismen har Nerdrum formulerat sålunda:
”Vad saknas i den nutida konsten? Fyra saker: 1) Det öppna tillitsfulla ansiktet, 2) Den sensuella huden, 3) Gyllene solnedgångar och 4) Längtan efter evigheten”.

### Konstnärskap
Bilden Stefanus – den förste martyren från 1969 visar vid första anblicken ett offer för gatuvåld.
Frigörelse från 1975 visar en kvinna sittande på huk på en liggande man på en enkel madrass i ett sparsamt möblerat rum. Bilden kan vara menad som en kommentar till samtidens feminism genom att visa kvinnan som en aktiv part men bilden är ändå diffus i uttrycket. Mannen ser mer ut som ett offer.
Med Mordet på Andreas Baader 1978 hade Nerdrum på allvar tagit steget in i samhällsdebatten. Bilden visar en storslagen scen där en halvnaken, utsträckt och närmast Kristus-liknande figur, den tyske vänsterterroristen (identifierad i bildens titel) som enligt officiella källor begick självmord, blir skjuten i bakhuvudet av en kostymklädd man med ansiktet i skugga.
Nerdrum kunde också visa andra sidor, som den tungt socialistiskt realistiska bilden Trygghet från 1973, inköpt av Nasjonalgalleriet, och Mor vänder tillbaka som ung kvinna (1974), dessvärre förstörd av konstnären själv 1978. Nerdrum finns även representerad vid bland annat Göteborgs konstmuseum.
Ett annat uppseendeväckande verk är Självporträtt i gyllene skrud från 1998 där han avbildar sig själv med erigerad penis. 
I Nerdrums bildvärld råder en dovt apokalyptisk stämning, och människofigurerna verkar vara från en annan tidsepok, men ändå inte. De är nakna eller klädda i hudar och med skinnhjälmar, och de rör sig i ett skymningslandskap med associationer till isländsk natur.
Under 1960-, 1970- och 1980-talen arrangerade Odd Nerdrum, tillsammans med bland andra Bjørn Fjell, Arne Paus och Karl Erik Harr, en serie utställningar under titeln "Romantikk og realisme".
Kitschrörelsen stiftades av Odd Nerdrum år 1998 genom manifestet "Hva er Kitsch", i samarbete med Jan-Ove Tuv med flera.

### Senare år
År 2003 flyttade han till Island och senare till Rødvik Gård i Stavern i Norge. Sedan 2017 är han bosatt i sin födelsestad Helsingborg, Sverige.
Odd Nerdrum dömdes 2011 av Oslo tingsrätt till två års fängelse för att ha sålt konstverk för 10,5 miljoner norska kronor utan att betala skatt. Domen underströk att Nerdrum redan hade reglerat skatteskulden. Nerdrum överklagade domen. Domen upphävdes av Högsta domstolen 2013 på grund av procedurfel. Han dömdes återigen i juni 2014.

## Mottagande
Nerdrum fick regelbundet negativ och stundtals mycket nedgörande mottagande bland konstkritikerna. Detta gällde i synnerhet i början och fram till slutet av 1980-talet. 
Gunnar Sørensen, konsthistoriker vid Oslo universitet, påpekade 1980 att det "varken [är] Rembrandt eller Velázquez som utgör hans närmaste själsfränder. Egentligen hör han minst lika väl hemma i traditionen från Tidemand, Christian Skredsvig och Christian Krohg". Grunden är att i detta orsakssammanhang står anekdotiska kompositioner med sentimentalitet och romantiskt patos centralt.
Verket Skyen (1985) blev 2005 av Morgenbladet utsett till ett av Norges tolv viktigaste konstverk.